# Asteroide di tipo A
Gli asteroidi di tipo A sono un raggruppamento nella classificazione spettrale degli asteroidi di Tholen. Corrispondono al tipo A del gruppo S nella classificazione SMASS.
Gli asteroidi di tipo A sono molto rari e sembrano essere frammenti di un asteroide più grande con caratteri di differenziazione. Hanno uno spettro intorno agli 0,7 μm.
Si trovano in gran parte negli asteroidi interni della fascia principale; a oggi ne esistono soltanto 17 di conosciuti.